# Mayangrejo
Mayangrejo is een bestuurslaag in het regentschap Bojonegoro van de provincie Oost-Java, Indonesië. Mayangrejo telt 3361 inwoners (volkstelling 2010).